# Michael Carbajal
Michael Carbajal (* 17. September 1967 in Phoenix, Arizona) ist ein ehemaliger US-amerikanischer Boxer im Halbfliegengewicht.

## Amateurkarriere
Carbajal siegte als Amateur in 94 von 103 Kämpfen. Er gewann jeweils Bronze bei den US-Meisterschaften 1984 und 1985, nachdem er in den Halbfinal-Kämpfen gegen James Harris bzw. Brian Lonon ausgeschieden war. 1986 gewann er die National Golden Gloves und besiegte dabei im Finale Gary Harvey.
Bei den US-Meisterschaften 1987 schied er erneut gegen Brian Lonon im Halbfinale aus und gewann wieder Bronze. Er siegte jedoch beim US Olympic Festival 1987 mit einem Finalsieg gegen den späteren Doppelweltmeister Eric Griffin, der Brian Lonon im Halbfinale geschlagen hatte. Carbajal konnte anschließend an den Panamerika-Spielen 1987 teilnehmen, bei denen er unter anderem den amtierenden Weltmeister Juan Torres bezwingen konnte, ehe er im Finale gegen den amtierenden Vize-Weltmeister Luis Rolón unterlag und damit Silber gewann.
1988 gewann er Gold bei den US-Meisterschaften und hatte dabei unter anderem auch Brian Lonon und James Harris geschlagen. Anschließend siegte er auch bei der US-amerikanischen Olympiaqualifikation, wobei er unter anderem erneut Brian Lonon und Eric Griffin besiegen konnte. Da er anschließend auch die US Olympic Box-offs, mit einem Finalsieg gegen James Harris gewinnen konnte, startete er bei den Olympischen Spielen 1988 in Seoul. Dort schlug er Oh Kwang-soo, Ðặng Hiếu Hiền, Scott Olson und Róbert Isaszegi, ehe er beim Kampf um die Goldmedaille gegen Iwajlo Marinow unterlag.

## Profikarriere
Als erster US-Boxer der Olympischen Spiele 1988 wechselte er in das Profilager und gewann sein Debüt am 24. Februar 1989 gegen Will Grigsby. Er gewann auch seine nächsten 13 Kämpfe in Folge, ehe er am 29. Juli 1990 den thailändischen Titelträger Muangchai Kittikasem beim Kampf um die IBF-Weltmeisterschaft durch Technischen Knockout (TKO) in der siebenten Runde besiegte und seinen Gegner dabei insgesamt vier Mal am Boden hatte. Anschließend gewann er zwölf weitere Kämpfe, darunter sechs Titelverteidigungen.
Am 13. März 1993 besiegte er in einer Titel-Vereinigung den mexikanischen WBC-Weltmeister Humberto González durch Knockout (KO) in der siebenten Runde. Der Kampf war der erste im Halbfliegengewicht, welcher als Hauptkampf Pay-per-View übertragen wurde. Der spektakuläre Kampf, bei dem Carbajal auch zwei Mal am Boden war, wurde zum Ring Magazine Kampf des Jahres gewählt. Carbajal selbst gewann die Wahl zum Ring Magazine Boxer des Jahres. Den Titel konnte er zwei Mal verteidigen, darunter im Juli 1993 durch TKO gegen den südkoreanischen Fliegengewichts-Olympiasieger von 1988, Kim Kwang-sun. Den IBF-Titel hatte er damit bereits neun Mal verteidigt.
Am 19. Februar 1994 boxte er in einem Rückkampf gegen Humberto González und unterlag diesem knapp durch eine Split Decision nach Punkten. Carbajal hatte bis zu diesem Zeitpunkt das eher wenig beachtete Halbfliegengewicht zu einer angesehenen Gewichtsklasse gemacht und als erster Boxer dieser Klasse eine Kampfbörse von einer Million Dollar eingebracht.
Am 15. Juli 1994 besiegte er den Puerto-Ricaner Josue Camacho einstimmig nach Punkten und wurde damit WBO-Weltmeister, legte den Titel jedoch im November 1994 nieder, ohne diesen verteidigt zu haben. Stattdessen boxte er am 12. November 1994 erneut gegen González um den WM-Titel der IBF und WBC, verlor jedoch wieder durch eine knappe Majority Decision nach Punkten. Seine nächsten sieben Kämpfe konnte er wieder für sich entschieden, darunter befand sich auch ein KO-Sieg in der ersten Runde gegen José Quirino.
Durch diese Erfolge erhielt er am 16. März 1996 eine erneute WM-Chance und boxte um den vakanten IBF-Weltmeistertitel, den er sich durch einen einstimmigen Sieg gegen den Mexikaner Melchor Castro sichern konnte. Den Titel konnte er zwei Mal verteidigen, ehe er am 18. Januar 1997 knapp durch Split Decision gegen den Kolumbianer Mauricio Pastrana verlor. Im März 1997 siegte er durch KO gegen Scott Olson, den er bereits bei den Olympischen Spielen 1988 besiegt hatte. Im Juli 1997 unterlag er erstmals vorzeitig, aufgrund mehrerer Cutverletzungen, durch TKO gegen Jacob Matlala. Im Februar 1999 besiegte er José de Jesús.
Seinen letzten Profikampf bestritt er am 31. Juli 1999 beim erneuten Kampf um den WBO-Weltmeistertitel und siegte dabei durch TKO in der elften Runde gegen den Mexikaner Jorge Arce.

## Während und nach dem Boxen
Seit 1993 ist er Inhaber des Boxclubs Michael Carbajal’s 9th St Gym in Phoenix. 2006 wurde er in die International Boxing Hall of Fame aufgenommen.